# McNair (planetka)
(3354) McNair je planetka z hlavního pásu planetek s oběžnou dobou 3,54 let. Objevil ji americký astronom Edward Bowell 8. února 1984. Byla pojmenována na počest Ronalda McNaira, jednoho z astronautů, kteří zahynuli při havárii raketoplánu Challenger při misi STS-51-L.